# Armorial des familles basques (A - Ak)
Cet article décrit l'armorial des familles basques par ordre alphabétique et concerne les familles dont les noms commencent par les lettres « Ab » successivement jusqu’à « Ak ».

## Blasonnements

### Ab
Famille Abadiano (Biscaye) :
| Blason | Blasonnement : D'argent à trois arbres arrachés de sinople, 2 et 1; à la bordure dentelée d'azur,. Commentaires : maison noble à Abadiano. La maison d'armes Abadiano fut détruite en 1443 et réédifiée en 1591 par Iñigo de Abadiano. |

Famille Abaigar (Navarre) :
| Blason | Blasonnement : Écartelé au 1 et 4 d'or à deux loups passants de sable l'un sur l'autre, et une bordure de gueules ; aux 2 et 3 d'or à trois fasces de sable. Commentaires : maison noble à Abaigar dont elle prit le nom. |

Famille Abaitua (Biscaye) :
| Blason | Blasonnement : D'argent à l'angelot de carnation ailé d'or, sur une onde d'azur et d'argent, tenant en sa main droite un arbuste arraché de sinople d'où coulent des gouttes d'azur. Commentaires : maison noble à Begona et Verriz. La filiation a été suivie depuis Martin d'Abaitua au XVIe siècle. |

Famille Abalie (Saint Sébastien) :
| Blason | Blasonnement : De gueules à cinq triangles d'argent et trois chevrons d'or brochants. Commentaires : c'est une famille de Saint Sébastien dont les preuves de noblesse furent présentées en 1673. Les armes ci-contre ne sont pas les bonnes[réf. nécessaire]. |

Famille Abalos (Navarre) :
| Blason | Blasonnement : Écartelé de gueules et d'or. Alias : de gueules au château d'or, à la bordure componée de gueules et d'or. Alias : écartelé de gueules et d'or, à la bordure échiquetée de deux tiers de gueules et d'argent. Commentaires : les premiers membres de cette maison sont connus depuis le règne de Sanche Abarca (970-995). |

Famille Abalos (Navarre) :
| Blason | Blasonnement : De gueules au château d'or, à la bordure componée de gueules et d'or. Commentaires : les premiers membres de cette maison sont connus depuis le règne de Sanche Abarca (970-995). |

Famille Abaroa (Biscaye) :
| Blason | Blasonnement : D'argent à trois arbres de sinople terrassés du même et mis en fasce, accompagné en chef de deux clés d'azur posées en sautoir et liées de gueules. Commentaires : maison noble à Mundaka dont la filiation est établie au XVIIe siècle ; on connait une preuve de noblesse datant de 1749. |

Famille Abarrategui (Guipuscoa) :
| Blason | Blasonnement : Écartelé par un sautoir d'or, au 1 et 4 d'argent à l'aigle de gueules, au 2 et 3 d'azur à une tour d'or. Commentaires : maison noble à Santa Agueda de Guesalibar. André de Abarrategui fut au nombre des cinq cents infançons désignés par le roi Ferdinand III de Castille le Saint (1199-1252) pour accompagner Lope Diaz de Haro au secours de la ville de Baeza où la victoire fut remportée le jour de la Saint André. Le sautoir ou croix de Saint André, délimitant l'écartelé rappelle cette victoire. |

Famille Abasolo (Biscaye) :
| Blason | Blasonnement : D'or à trois feuilles de peuplier d'azur, 2 et 1, et une bordure d'argent chargée de huit mouchetures d'hermine de sable. Commentaires : cette famille est originaire de Zeanuri, établie à Okendo au XVIIIe siècle. Des preuves de noblesse datent de 1755, 1802 et 1826. |

Famille Abaunza (Biscaye) :
| Blason | Blasonnement : D'azur à une bande d'or chargée d'une cotice de gueules, la bande engoulée de deux têtes de dragon d'argent. Alias : Coupé, au 1 parti d'argent à trois cotices en bande d'azur, et d'azur au château d'or; au 2 ondé d'argent et d'azur. Et une bordure générale de gueules. Commentaires : famille qui serait proche d'une maison de Bilbao et possédant une maison à Abadiano. |

Famille Abaurrea (vallée d'Aezcoa) :
| Blason | Blasonnement : D'argent au chêne vert de sinople, au sanglier passant de sable brochant sur le tronc. Alias : une bordure engrêlée de gueules. Commentaires : filiation est établie depuis Catalina de Abaurrea y Berria. La vallée pyrénéenne d'Aezcoa, parallèle au massif d'Iraty, porte ces armes avec la bordure engrêlée de gueules. |

Famille Abbadie (Soule) :
| Blason | Blasonnement : Écartelé, au 1 d'azur à un oiseau d'or; au 2 d'or à un arbre de sinople et un chien de sable brochant sur le fut de l'arbre ; au 3 de...; au 4 de gueules à trois ... de...posées 2 et 1. Commentaires : cette famille est de Sauguis. |

Famille Abbadie d'Ithorrotz (Soule) :
| Blason | Blasonnement : Écartelé, au 1 d'azur à l'épervier d'or contourné et perché sur un rocher du même ; au 2 de gueules au lion léopardé d'or passant contre un arbre de sinople, sur une terrasse du même ; au 3 d'argent à la croix tréflée de gueules ; au 4 d'or à trois coquilles de sinople, 2 et 1. Commentaires : la reconnaissance de noblesse est établie en 1542, 1747 et 1769. La filiation est établie depuis Armand d'Aguerremayor qui vivait en 1540. Ce sont des Armes à enquerre |

Famille Abechuco (Alava) :
| Blason | Blasonnement : D'or à l'oiseau essorant de sable, béqué de gueules, sur une onde d'azur et d'argent, d'où émerge une bannière de gueules sur sa hampe du même. Commentaires : maison à Abechuco, près de Vitoria où cette famille s'établit. Juan Ochoa de Abechuco participa à la conquête du Pérou au XVIe siècle où il laissa une descendance. |

Famille Abeetoa (Biscaye) :
| Blason | Blasonnement : D'or à l'arbre arraché de sinople, cantonné de quatre lions rampants d'azur, armés et lampassés de gueules ; à la bordure de gueules chargée de quatre flanchis d'or. Commentaires : maison noble de Zamudio, près de Bilbao, d'où est issu le capitaine Luis de Abeetoa y Uribeibar, célèbre marin du XVIe siècle. |

Famille Abendano (Biscaye) :
| Blason | Blasonnement : D'or semé de tourteaux d'azur. Commentaires : ancienne maison à San Martin de Abendano, village disparu près de Vitoria. Pedro de Ortiz de Abendano passa en 1290 en vallée d'Arratia, en Biscaye, pour combattre le lignage de Zumelzu et y fonda la maison d'Urquizu. Cette famille s'est répandue au Guipuscoa, dans les régions de Tolède et Salamanque, ainsi qu'au Chili, en Colombie et aux Îles Canaries. |

Famille Abendanotorre (Biscaye ):
| Blason | Blasonnement : Parti, au 1 d'or à une bande de sable; au 2 d'argent à trois croissants de gueules 2 et 1, et une bordure générale d'azur chargée de huit étoiles d'or. Commentaires : Maison noble à Elejabeitio, près de Durango. Iñigo de Abendanotorre y Ugartezarro fut l'un des conquistadors du Chili en 1536-1541, avec Valdivia. |

Famille Abense (Soule):
| Blason | Blasonnement : Écartelé, au 1 et 4 d'azur au griffon d'or ailé d'argent; au 2 et 3 d'or à une bande de gueules accompagnée de deux glands de sinople feuillés du même. Commentaires : les d'Abense, seigneurs de Sorhapuru, furent admis aux États de Navarre au XVIIe siècle. |

Famille Aberasturi (Soule) :
| Blason | Blasonnement : D'or à trois bandes de gueules, et une bordure d'argent. Commentaires : la famille serait originaire du lieu d'Oroz, en Haute-Navarre, établie à Aberasturi, près de Vitoria et dont un rameau possédait les maisons Anarbe (Ainharp) et Astua, en Soule. |

Famille Abete (Navarre) :
| Blason | Blasonnement : Bandé de gueules et d'argent de six pièces, la première bande chargée d'un lion rampant de sable. Commentaires : la famille est originaire de Bescat, en Béarn, établie en Navarre en 1606 avec Jean d'Abete, à Saint-Martin-de-Unx. |

Famille Abidabe (Soule) :
| Blason | Blasonnement : D'argent à cinq arbres de sinople posés en sautoir, accompagnés en pointe d'un sanglier de sable. |

Famille Abizkiza (Biscaye) :
| Blason | Blasonnement : D'argent à l'arbre arraché de sinople, cantonné de quatre fers de lance d'azur; et une bordure de gueules chargée de treize étoiles d'or. Commentaires : c’est une ancienne famille d'Ondarroa à laquelle appartenait Ana de Abizkiza y Amalorrenteria, célèbre pour avoir combattu, déguisée en homme, et avoir été blessée, lors du siège de Saint-Sébastien par les Français. |

Famille Ablitas (Navarre) :
| Blason | Blasonnement : De sable à douze besants d'argent posés en sautoir (selon les sources, le nombre de besants varie de huit à vingt-cinq). Commentaires : la famille est originaire d'Ablitas, au sud de la Navarre. Le comté d'Ablitas fut créé par Philippe IV, roi d'Espagne, le 14 avril 1652, en faveur de Gaspard Enriquez de Lacarra. |

Famille Abrisketa (Biscaye) :
| Blason | Blasonnement : D'argent à trois fasces d'azur et un lion rampant de sable, armé, lampassé et couronné d'or, brochant sur le tout ; et une bordure de gueules chargée de huit flanchis d'or et de huit étoiles d'argent, alternées. Commentaires : la famille de Basauri, près de Bilbao, est issue de la maison de Arandia. |

Famille Abruza (Alava) :
| Blason | Blasonnement : Écartelé, au 1 et 4 d'argent à une tour d'azur, ouverte d'or, sommée d'une tête de maure au naturel, posée de face ; au 2 et 3 d'or à l'arbre arraché de sinople, surmonté d'une étoile de gueules ; à la bordure générale d'azur chargée de huit ancres d'argent. Commentaires : c’est une famille de Lezama, au sud d'Amurrio, d'où était Antolin de Abruza y Ojangoiti, adjudant major de la marine, célèbre corsaire du XVIIe siècle. |

Famille Abulia (Navarre) :
| Blason | Blasonnement : Parti, au 1 de gueules au chateau d'or ; au 2 d'argent à la croix de Calatrava de gueules, coupé d'or à deux loups passants de sable, posés l'un sur l'autre. Commentaires : Pierre de Abulia était commandeur de Talavera de l'ordre de Calatrava en 1320. |

Famille Aburruza (Guipuscoa) :
| Blason | Blasonnement : De sinople au château d'argent sur un monticule du même, accompagné en chef de trois feuilles de peuplier d'argent, 2 et 1 (maison de Vidania). Écartelé, au 1 et 4 de sinople au chateau d'argent ; au 2 et 3 de gueules à trois feuilles de peuplier d'argent 2 et 1 (maison de Tolosa). Commentaires : c’est une famille de Vidania, près d'Azpeitia, établie à Tolosa et en Navarre. Preuves de noblesse en 1740. |

### Ac
Famille Acebal (Pays basque) :
| Blason | Blasonnement : Parti d'azur au héron d'or, et d'argent à six besants d'azur, 2 et 2. Alias : d'argent à l'arbre de sinople et deux loups de sable passants brochants sur le tronc. |

Famille Acheson (Labourd) :
| Blason | Blasonnement : D'argent à l'aigle bicéphale éployée de sable, armée et béquée de gueules ; au chef de sinople chargé de deux étoiles d'argent. Commentaires : famille originaire de Gosford, en Angleterre, établie à Guéthary (Labourd) en 1611. |

Famille Achurlaria (vallée de Baztan) :
| Blason | Blasonnement : Échiqueté de sable et d'argent; à la bordure componée de douze pièces d'or et de gueules, six de chaque émail alternés, chaque compon d'or chargés d'une hache d'armes d'azur emmenchée de sinople, ceux de gueules chargés d'une fleur de lys d'argent. |

Famille A'court (Bayonne) :
| Blason | Blasonnement : D'azur à trois pals d'argent chargés chacun de trois mouchetures d'hermines de sable ; au chef d'or à l'aigle de sable becquée et armée de gueules, tenant en son bec une rose de gueules tigée et feuillée de sinople. Commentaires : famille d'origine anglaise établie en Labourd au XIIIe siècle, au temps de l'occupation anglaise de l'Aquitaine. |

### Ad
Famille Ada (Basse-Navarre) :
| Blason | Blasonnement : Parti, au 1 de gueules à la bande d'or engoulée de têtes de dragons d'argent, lampassés de gueules ; au 2 échiqueté d'azur et d'argent. À la bordure générale d'or chargée d'une chaîne d'azur de huit maillons. |

Famille Adan (Biscaye) :
| Blason | Blasonnement : Tiercé en fasce : au 1 de gueules au lion rampant d'argent ; au 2 d'or plain ; au 3 d'azur à trois étoiles d'argent 2 et 1. Commentaires : maison noble de Lekeitio. Alonso de Adan, dit le conquistador fut un célèbre chevalier de la seconde moitié du XVe siècle qui s'illustra lors de la conquête de Séville. |

Famille Adan de Yarza (Biscaye) :
| Blason | Blasonnement : Tiercé en fasce : au A d'argent à l'arbre de sinople, au sanglier de sable appuyé contre le tronc (armes primitives des Adan), parti d'azur à une croix fleurdelisée d'or cantonnée aux 1 et 4 d'une étoile d'or, et aux 2 et 3 d'un croissant d'argent, qui est de Zubieta ; au B de sable à deux lions rampants affrontés d'or soutenant un écu de gueules aux chaînes de Navarre d'or ; au C d'or à cinq cotices en bande de sable, et une bordure de gueules chargée de huit flanchis d'or ; parti d'argent à deux fasces de gueules, qui est Navarro de Larrategui. Commentaires : maison noble de Lekeitio issue des précédents. Les armes primitives furent augmentées à la fin du XVe siècle puis en 1602 après l'alliance d'Antonio Navarro de Larrategui avec Magdalena Adan de Yarza. |

Famille Adana (Alava) :
| Blason | Blasonnement : D'or à deux loups de gueules et une bordure cousue d'argent semée de chênes de sinople. Armes primitives : d'or à deux loups de sable posés l'un sur l'autre. Commentaires : maison noble d'Adana, au sud de Salvatierra, établie en cette ville. |

Famille Adaro (Guipuscoa) :
| Blason | Blasonnement : D'or au mont de sinople surmonté d'une croix latine de gueules, sur une onde d'azur et d'argent, accompagné de cinq feuilles de peuplier de gueules, une en chef et deux de chaque côté de la croix ; à la bordure de gueules chargée de huit croissants d'argent.Le mont de sinople devrait être placé au-dessus des ondes d'azur et d'argent. Commentaires : maison noble à Oñate avec descendance à Orozko (Biscaye). Titre de comte de Adaro par possession du 21 décembre 1705 en faveur de Pedro Juan de Adaro, résident au Venezuela. |

Famille Adarraga (Guipuscoa) :
| Blason | Blasonnement : D'or à une corne de bœuf de gueules cantonnée de quatre étoiles d'azur ; à la bordure cousue d'argent chargée de huit flanchis de sinople. Commentaires : famille de Errenteria. Preuves de noblesse en 1701. Adarra signifie "branche" (d'arbre) ou "corne" en basque. Armes parlantes. ?. |

Famille Adridogner (Guipuscoa) :
| Blason | Blasonnement : D'azur à la croix de Toulouse d'or cantonnée de quatre pans de murailles d'argent maçonnés de gueules. Commentaires : famille originaire de Toulouse (Haute-Garonne) établie à Azpeitia (Guipuscoa) au XVIIIe siècle. |

Famille Adema (Soule) :
| Blason | Blasonnement : De sinople à deux étoiles d'or en pal. |

Famille Adoain (Navarre) :
| Blason | Blasonnement : D'or à quatre fasces d'azur ; à la bordure d'azur chargée de dix flanchis d'or. Commentaires : maison noble à Valdecorrales. Cette famille était originaire du lieu d'Andoian, dans la vallée d'Urraul dont elle prit le nom. Différences entre dessin et blasonnement : Sur l'image la bordure est d'argent et le nombre de flanchis est de 8. |

Famille Adriano (Guipuscoa) :
| Blason | Blasonnement : D'or à une bande de gueules accompagnée en pointe d'une onde d'azur et d'argent brochante sur la bande ; à la bordure de sable chargée de quatre coquilles d'argent et quatre étoiles d'or posées alternativement. Commentaires : maison noble à Motriko. Preuves de noblesse en 1658 présentées par Santiago Adriano. |

Famille Aduanes (Navarre) :
| Blason | Blasonnement : D'argent à trois fasces de gueules. Alias : de gueules à une bande d'or. Alias : d'azur à une tour d'argent maçonnée de gueules et de sinople, avec un homme au naturel, armé d'une lance, debout devant la porte. Commentaires : maison noble à Azpeitiguizarra à Adoain (vallée d'Urraul). Palais à Buenbierre près de Sangüesa. |

Famille Aduanes (Navarre) (alias) :
| Blason | Blasonnement : D'argent à trois fasces de gueules. Alias : de gueules à une bande d'or. Alias : d'azur à une tour d'argent maçonnée de gueules et de sinople, avec un homme au naturel, armé d'une lance, debout devant la porte. Commentaires : maison noble à Azpeitiguizarra à Adoain (vallée d'Urraul). Palais à Buenbierre près de Sangüesa. |

Famille Aduña (Guipuscoa) :
| Blason | Blasonnement : Coupé : au 1 de gueules à trois fleurs de lys d'or en fasce, au 2 d'or à l'arbre de sinople et deux loups de sable affrontés, appuyés contre le fut de l'arbre. Alias (Maison d'Asteasu et Tolosa) : d'or à trois bandes d'azur et une bordure componée de huit pièces, quatre d'argent et quatre de gueules. Commentaires : maison noble d'Aduña près de Tolosa, d'où procèdent les maisons nobles d'Asteasu et de Tolosa. Mariano de Aduña fut Grand Amiral d'Espagne au début du XVIIe siècle. |

Famille Aduriz (vallée du Baztan, Labourd) :
| Blason | Blasonnement : D'or à la croix de gueules chargée de cinq fleurs de lys d'or ; à la bordure échiquetée de sable et d'argent de trois tires. Commentaires : famille qui serait originaire du Baztan, établie en Labourd où elle possédait le château de "Adourits", puis à Saint-Sébastien en 1438 avec Bernalt de Aduriz. Preuves de noblesse en 1694. |

Famille Adurriaga (Biscaye, Navarre) :
| Blason | Blasonnement : D'argent au chêne de sinople, au cerf de sable, le corps traversé par une flèche du même, brochant sur le fût. Commentaires : maison infançonne de San Miguel de Izpazter, établie aussi en Navarre. |

Famille Adurriagane (Biscaye) :
| Blason | Blasonnement : D'azur à la croix fleurdelisée d'argent cantonnée aux 1 et 4 d'une étoile, et aux 2 et 3 d'un croissant, le premier adextré, le second senestré, le tout du même ; et une bordure d'or chargée de neuf flanchis de gueules. Commentaires : maison d'Elantxobe, près de Gernika, issue des précédents. Preuves de noblesse en 1749, 1757, 1768, 1771, 1775 et 1791. |

Famille Adurza (Biscaye) :
| Blason | Blasonnement : D'azur à la croix fleurdelisée d'argent. Alias : d'or au chêne de sinople et deux loups de sable brochants sur le tronc ; à la bordure cousue d'or chargée de huit lévriers de sable. Commentaires : maison du quartier d'Uribe à Zeanuri, puis en 1568 dans la région de Busturia. Juan de Adurza fut le trésorier général de l'empereur Charles Quint. |

Famille Aduza (Alava) :
| Blason | Blasonnement : D'or à la croix fleurdelisée de gueules chargée de cinq feuilles de peuplier d'argent. Commentaires : maison noble considérée comme la plus ancienne de Vitoria-Gasteiz. |

### Ae
Famille Aedo (Biscaye) :
| Blason | Blasonnement : (blason primitif) : D'or au chêne de sinople sur une onde d'azur et d'argent, deux sangliers de sables (alias deux loups) appuyés sur le tronc. Alias : parti, au 1 d'or au chêne de sinople accompagné de deux loups passants de sable brochants au pied de l'arbre ; au 2 d'argent au chêne de sinople, au lévrier au naturel brochant sur le fût, attaché à l'arbre par une chaîne de sable, le sommet de l'arbre chargé d'un dragon de sinople. Commentaires : maison noble de la vallée de Carranza (Encartaciones) où se situe la maison Aedo. Ces armes sont sculptées sur la façade de la maison-tour d'Aedo et figurent sur les lettres de noblesse en 1775. |

Famille Aeta (Guipuscoa) :
| Blason | Blasonnement : D'azur au chevron d'argent chargé de cinq étoiles de gueules, accompagné de trois tours d'or 2 et 1. Commentaires : famille d'Oñate qui a établi ses preuves de noblesse en 1778 et 1788 dans cette ville. |

Famille Aetaetxenagusia (Guipuscoa) :
| Blason | Blasonnement : Écartelé en sautoir, aux 1 et 4 de gueules au lion rampant d'argent accosté de deux fleurs de lys d'or ; aux 2 et 3 d'or à la croix fleurdelisée d'azur accompagnée en pointe d'une onde d'azur et d'argent. Commentaires : maison noble de Bergara. Lettres de noblesse en 1606. |

Famille Aetxaga (Saint-Sébastien) :
| Blason | Blasonnement : D'azur à une tour crénelée d'argent, maçonnée de sable, accostée de quatre chaudrons de sable 2 et 2, et cantonnée de deux étoiles d'or en chef; à la bordure d'or. |

Famille Aeza (Biscaye) :
| Blason | Blasonnement : D'azur à une bande d'argent engoulée de deux têtes de dragon d'or lampassées de gueules, accompagnée en chef d'une étoile à huit rais d'or, et en pointe d'un croissant d'argent. Commentaires : maison noble à Etchevarri, près de Bilbao. Une branche s'est établie en Guipuscoa. |

Habitants d'Aezcoa (vallée d'Aezcoa) :
| Blason | Blasonnement : D'argent au chêne vert de sinople, au sanglier brochant sur le fût ; à la bordure engrêlée de gueules. Commentaires : ce blason était de l'ancienne famille Ahaurrea. Ces armes furent approuvées et confirmées par le roi d'Espagne, Philippe II. Les habitants de la vallée obtinrent la noblesse collective en 1462 en récompense de leurs services militaires lors des guerres civiles. |

### Ag
Famille Agar (Biscaye) :
| Blason | Blasonnement : D'or à la croix de sable chargée de cinq croissants d'argent. Commentaires : famille originaire du Comtat-Venaissin établie à Ondarroa au XVIe siècle à la suite des guerres de religion. La famille Agar est connue depuis Alphand Agar, chevalier, vivant à Cavaillon en 1215. |

Famille Agesta (Cinco Villas) :
| Blason | Blasonnement : De... à deux loups (de sable) et deux ancres de... Alias : d'or à trois fasces d'azur. Commentaires : maison noble de Lesaka dans la vallée de la Bidassoa. Lettres de noblesse en 1713 à Pampelune. |

Famille Agnot de Champrenard (Biscaye) :
| Blason | Blasonnement : De gueules à deux épées d'or posées en sautoir, les pointes en haut, chargées en cœur d'un écusson de sable à la fasce d'argent. Commentaires : famille considérée originaire de Biscaye, établie en Beaujolais et seigneurs de Champrenard depuis 1480 par le mariage de J. Agnot, dit l'écuyer basque avec la fille unique de Luccare de Champrenard. Éteints en 1649. |

Famille Agorreta (Navarre) :
| Blason | Blasonnement : De gueules à la croix d'azur filetée d'or. Alias : d'or à l'arbre de sinople, au porc-épic de sable brochant sur le tronc. Commentaires : maison noble du lieu d'Agorreta, près d'Esteribar, en Navarre, dont plusieurs branches s'établirent à Lekunberri, Orbara, Zubili (Navarre), Bilbao et Uribe (Biscaye) et Saint-Sébastien. |

Famille Agos (Navarre) :
| Blason | Blasonnement : D'or, à deux fasces d'azur accompagnées de trois Taux de sable rangés 2 en chef et 1 en pointe. Commentaires : famille originaire du lieu d'Agos à Lónguida, au sud d'Aoiz, au confluent des rivières Irati et Erro. |

Famille Agotea (vallée du Baztan) :
| Blason | Blasonnement : Parti, au 1 d'or à cinq croisettes tréflées de gueules posées en sautoir ; au 2 d'azur à cinq croissants renversés d'argent posés en sautoir ; et une bordure générale échiquetée de sable et d'argent de deux tires. |

Famille Aguerre (Basse-Navarre) :
| Blason | Blasonnement : D'argent au chêne de sinople, à la vache de gueules brochante sur le fût. Commentaires : maison noble d'Asme. |

Famille Aguerre (Basse-Navarre) :
| Blason | Blasonnement : D'argent à l'arbre arraché de sinople, accosté de deux coquilles d'azur ; à la bordure de gueules chargée de huit flanchis d'or. Commentaires : maison noble de Béhasque. L'héritière de Aguerre épousa au début du XIe siècle Pelegrin de Masparraute qui devint en 1230 maître d'hôtel d'Armand-Loup seigneur de Luxe. |

Famille Aguerre (Bayonne) :
| Blason | Blasonnement : Écartelé, au 1 de gueules au léopard d'or ; au 2 d'azur à une tête et col de cheval d'argent, bridé de sable; au 3 d'azur à un aigle d'argent, le vol abaissé ; au 4 de gueules au sanglier passant d'or. |

Famille Aguerre (Bayonne) :
| Blason | Blasonnement : Écartelé, au 1 d'azur à deux étoiles d'or rangées en fasce ; au 2 de gueules au croissant d'argent ; au 3 de gueules à une flèche d'or ferrée et empennée d'argent posée en pal, la pointe en bas ; au 4 d'argent à cinq tourteaux de sable posés en sautoir. Commentaires : Rolland Daguerre [d'Aguerre] l'aîné, bourgeois et homme d'armes au château-Neuf de celle ville, en 1700. |

Famille Aguerre (Bustince) :
| Blason | Blasonnement : D'or à l'arbre de sinople, au loup passant de sable brochant au pied de l'arbre. Commentaires : Gracian d'Aguerre, chevalier, était conseiller et chambellan du roi en 1501 et gouverneur de Mouzon. Les seigneurs d'Aguerre, de Bustince, avaient droit d'entrée aux États de Navarre. |

Famille Aguerre (Cambo-les-Bains) :
| Blason | Blasonnement : D'argent à l'arbre de sinople accompagné de deux chaudières de sable ; à la bordure d'azur chargée de six flanchis d'or. |

Famille Aguerre (Cinco villas) :
| Blason | Blasonnement : D'or à la fasce (alias : bande) de gueules chargée de trois feuilles de peuplier d'or. Commentaires : maison noble de Bera de Bidasoa. |

Famille Aguerre (Hélette) :
| Blason | Blasonnement : D'argent au loup passant de gueules, à la bordure engrêlée d'azur. Alias : d'argent au loup passant de sable, armé et lampassé de gueules, à la bordure engrêlée d'azur. Commentaires : privilège de noblesse en 1435. Érigée en baronnie au XVIIe siècle. Les d'Aguerre, d'Hélette, avaient entrée aux États de Navarre et figurent aux rôles de 1572 et 1729. |

Famille Aguerre (Pays de Mixe) :
| Blason | Blasonnement : D'or à l'arbre de sinople, accosté de deux coquilles d'azur aux cantons dextre et senestre du chef ; à la bordure de gueules chargée de huit flanchis d'or. |

Famille Aguerre (Mouguerre) :
| Blason | Blasonnement : D'or à trois pies au naturel. Commentaires : Martin d'Aguerre et Fortic d'Aguerre paraissent dans une revue passée à Bayonne le 17 août 1496 par le gouverneur Roger de Gramont. Pierre d'Aguerre, écuyer, prit part en 1624 aux démêlés entre les habitants de Mouguerre et les échevins de Bayonne. |

Famille Aguerre (Ostabat) :
| Blason | Blasonnement : D'argent à la bande de gueules chargée de trois flanchis d'or. Commentaires : Jean d'Aguerre-Latour, demeurant à Cadix (Andalousie) fut déclaré "infançon hidalgo" et rémissionné comme descendant de Pierre Daguerre-Latour, d'Ostabat, par jugement du sénéchal de Navarre de 1763. |

Famille Aguerrea (vallée du Baztan) :
| Blason | Blasonnement : Parti, au 1 échiqueté d'argent et de sable (Baztan), au 2 d'or à six fleurs de lys d'azur posées 3, 2 et à la bordure générale de gueules chargée d'une chaîne d'or à huit maillons. Commentaires : maison noble d'Azpilkueta. |

Famille Aguerrebehere (Cinco Villas) :
| Blason | Blasonnement : D'or à la bande de gueules chargée de trois feuilles de peuplier d'or. Commentaires : famille de Bera de Bidasoa établie à Irurita, dans la vallée du Baztan. |

Famille Aguerria (Labourd) :
| Blason | Blasonnement : D'argent au chêne de sinople, à l'ours de sable appuyé contre le tronc. |

Famille Aguerroa (Espelette) :
| Blason | Blasonnement : D'azur à la croix potencée d'argent et une bordure d'or chargée de huit coquilles de gueules. |

Famille Agueza (Ahetze) :
| Blason | Blasonnement : D'or à deux chevrons de gueules chargés chacun de deux léopards passants d'or, et une bordure dentelée d'azur. |

Famille Aguilar (Pays de Mixe) :
| Blason | Blasonnement : De gueules au chef cousu d'azur chargé de huit billettes d'argent. Commentaires : Ce sont des Armes à enquerre |

Famille Aguiñaga (Eibar) :
| Blason | Blasonnement : Parti de sable au château d'argent ajouré de gueules, et d'or à l'if de sinople fruité d'or, au loup passant de sable brochant au pied de l'arbre. Commentaires : famille dont la première maison d'armes aurait été située à Eibar, en Guipuscoa. |

Famille Aguineuf (Bayonne) :
| Blason | Blasonnement : D'azur au chevron d'argent accompagné de trois cierges du même, enflammés de gueules. Commentaires : famille originaire de Lyon, établie en Labourd, à Bayonne. Différences entre dessin et blasonnement : Le dessin est d'or le blasonnement d'azur. . |

Famille Aguintariena (vallée du Baztan) :
| Blason | Blasonnement : D'or à l'arbre arraché de sinople, accosté de deux étoiles d'azur ; à la bordure échiquetée de sable et d'argent de deux tires. |

Famille Aguirre (vallée du Baztan) :
| Blason | Blasonnement : Coupé, au 1 échiqueté d'argent et de sable ; au 2 d'or à la bande de gueules accompagnée de quatre étoiles du même posées en fasce, deux de chaque côté de la bande. Commentaires : maison noble d'Elizondo. |

Famille Aguirrea (vallée du Baztan) :
| Blason | Blasonnement : D'or à trois palombes de sable, le bec d'argent, posées 1 et 2, cantonnées de quatre étoiles de gueules ; à la bordure engrêlée d'azur. Commentaires : maison noble de Urrasun de Azpilkueta. Plusieurs familles Aguirre, en Navarre, portent ces armes, sans les étoiles. |

Famille Aguirrechea (Fontarabie) :
| Blason | Blasonnement : De gueules à trois coquilles d'argent posées 1 et 2, accompagnées en pointe d'une onde d'azur et d'argent ; à la bordure d'or chargée de huit étoiles de gueules. |

Famille Aguirregomezcorta (Guipuscoa) :
| Blason | Blasonnement : Écartelé, aux 1 et 4 d'argent à la bande échiquetée de gueules et d'or de deux tires, accompagnée de deux têtes de loup arrachées de sable, lampassées de gueules, une en chef, l'autre en pointe ; aux 2 et 3 d'or à cinq coquilles d'azur posées en sautoir. Commentaires : famille originaire de Bergara qui prouva sa noblesse en 1668 et qui essaima en Biscaye et en Labourd (Hendaye). |

Famille Aguirrelorezuri (Saint-Sébastien) :
| Blason | Blasonnement : De gueules au chêne arraché d'or, fruité du même, au loup passant d'argent, lampassé d'or, brochant sur le fût du chêne. Commentaires : maison noble du quartier de Artiga, à Saint-Sébastien. Titre de marquis de Blancaflor (lorezuri) en 1695 en faveur de Felipe de Aguirrelorezuri y Erroteta, secrétaire du roi. |

Famille Aguirremendiri (Cinco-Villas) :
| Blason | Blasonnement : Écartelé en sautoir, au 1 et 4 d'argent au loup passant de sable, lampassé de gueules ; aux 2 et 3 d'or à une fasce d'azur accompagnée de deux étoiles de gueules, une en Chef, l'autre en pointe. Commentaires : maison noble de Lesaka. |

Famille Aguirre-Recalde (Bergara) :
| Blason | Blasonnement : De gueules au château d'argent sur une onde d'azur et d'argent ; à la bordure d'azur chargée de huit coquilles d'or. Commentaires : maison noble de Bergara, au Guipuscoa, illustrée par Santiago de Aguirre-Recalde, qui découvrit et conquit la Galice, en Nouvelle Espagne pour le compte de l'empereur Charles Quint qui lui remit les armes suivantes. Différences entre dessin et blasonnement : Le dessin est d'or, le blasonnement d'argent. . |

Famille Aguirreyanza (Saint-Sébastien) :
| Blason | Blasonnement : D'azur à la bande d'argent accompagnée de deux têtes de loup du même, lampassées d'or, une de chaque côté ; à la bordure d'or chargée de huit coquilles de gueules. |

### Ah
Famille Ahaxe (Cize) :
| Blason | Blasonnement : Parti, au 1 d'azur à trois coquilles d'argent; au 2 d'or à trois fasces de gueules,. Commentaires : les seigneurs d'Ahaxe sont issus des vicomtes de Labourd par les seigneurs de Cize. Sanche-Fortun, seigneur de Cize et petit-fils du vicomte de Labourd Fortun Ier Sanche, eut entre autres enfants Ramire-Sanche qui poursuivit la filiation des seigneurs de Cize. |

Famille Ahetze (Labourd) :
| Blason | Blasonnement : Parti, au 1 d'or au lion rampant de gueules, armé et lampassé du même, tenant entre ses pattes une croix processionnelle de sable à six clochettes du même ; au 2, d'azur au bâton de pèlerin d'or posé en pal avec sa gourde du même, surmonté de deux coquilles aussi d'or. Commentaires : la croix de procession de l'église d'Ahetze, XVe siècle, entre les pattes du lion de Labourd rappelle l'hôpital Ospita-lia qui existait dans le village, étape sur le chemin de Saint-Jacques-de-Compostelle). |

Famille Ahetze (seigneurs d') (Soule) :
| Blason | Blasonnement : D'argent à l'arbre de sinople, fruité de gueules (qui est de Peyriède) puis losange d'or et de gueules (armes de la maison de Tardets),. |

### Ai
Famille Aibar (Navarre) :
| Blason | Blasonnement : De gueules au château d'or, donjonné de trois tours, celle du milieu plus haute, accompagné en chef de deux clefs du même passées en sautoir. Hubert Lamant -Duhart cite en pointe par le Heraldica Municipal de JL Otazu Ripa et le diccionario de antiguedades del reino de Navarre de J Yanguas y Miranda. Commentaires : les hommes et femmes libres de Aibar, et leur descendance, furent anoblis en 1397 par le roi de Navarre, Charles III, en reconnaissance de leur loyauté lors des guerres avec la Castille et l'Aragon. Ce privilège fut confirmé par Jean II en 1428. |

Famille Aibar (quartier bas)(Navarre) :
| Blason | Blasonnement : d'or, à trois fasces ondées de sinople (pour le quartier bas). Commentaires : la maison Aibar est l'une des plus anciennes de Navarre. Certains auteurs citent Iñigo Aibar parmi les douze nobles barons qui se réunirent en 865 pour gouverner la Navarre. |

Famille Aibar (quartier haut)(Navarre) :
| Blason | Blasonnement : De gueules à six pavois (boucliers oblongues) d'or posés en pal 3 et 3 (pour le quartier haut). Commentaires : la maison Aibar est l'une des plus anciennes de Navarre. Certains auteurs citent Iñigo Aibar parmi les douze nobles barons qui se réunirent en 865 pour gouverner la Navarre. |

Famille Aincine (Basse-Navarre) :
| Blason | Blasonnement : D'argent à l'arbre de sinople, au lion de gueules brochant, la tête contournée, attaché à l'arbre par une chaîne du même. Commentaires : famille originaire de Gamarthe dont une branche s'établit à Tudela en Navarre où elle reçut des lettres de noblesse en 1750. |

Famille Aincinea (vallée du Baztan) :
| Blason | Blasonnement : Échiqueté d'argent et de sable (armes de la vallée). Commentaires : maison noble de Berrueta. Reconnaissance de noblesse en 1789. |

Famille Aïcirits (Basse-Navarre) :
| Blason | Blasonnement : D'or à deux clefs d'azur passées en sautoir, accompagnées en chef d'une croix pattée de gueules. |

Famille Aicoain (Navarre) :
| Blason | Blasonnement : De gueules à trois fasces dentelées d'argent. |

Famille Aicoain (Navarre) :
| Blason | Blasonnement : De gueules à trois fasces ondées d'or. |

Famille Ainciburu (Labourd) :
| Blason | Blasonnement : D'argent à deux coquilles d'azur posées en pal. Commentaires : famille citée à Sare en 1609. |

Famille Aincildeguy (Cize) :
| Blason | Blasonnement : Écartelé, aux 1 et 4 d'or à l'aigle de sable ; aux 2 et 3 coupé d'azur à trois clochettes d'or 2 et 1, et un chef d'or ; et de... (d'or) à deux bandes de gueules. Différences entre dessin et blasonnement : aux 2 et 3 la quartier n'est pas coupé. Commentaires : reconnaissance de noblesse en 1685. |

Famille Ainharp (Soule) :
| Blason | Blasonnement : Parti, au I d'or à trois bandes de gueules ; au II de gueules au lion rampant d'or. À la bordure générale d'argent chargée de huit croisettes tréflées d'azur. Commentaires : armes de la maison Anarbe, issue de la maison noble de Menco, à Oroz (vallée de l'Irati, Navarre) connue depuis 1480. |

Famille Ainciondo (Guipuscoa) :
| Blason | Blasonnement : De sinople à la tour d'argent sur un rocher du même, à la bordure échiquetée d'argent et de gueules. Commentaires : maison noble d'Ibarra, près de Tolosa, l'une des plus anciennes de la province, dont les membres furent à l'origine de la fondation de la ville de Tolosa. Juan Perez de Ainciondo, au service des rois de Navarre, s'établit à Tolosa avec la charge de maître de camp chargé de la défense de la frontière contre les Français. |

Famille Ainhoa (Labourd) :
| Blason | Blasonnement : D'or à la fasce haussée de gueules accompagnée en chef d'un sautoir alèsé ou croix de saint André d'azur, et en pointe d'un cimeterre de gueules surmonté d'un croissant de sinople,. Commentaires : une famille de ce nom semble avoir existé jusqu'au XIIIe siècle. En 1289, une lettre du roi d'Angleterre aux habitants d'Ainhoa leur enjoignant de ne pas reconnaître d'autre autorité que celle du bailli de Labourd, semble attester que cette Seigneurie avait fait retour à la couronne. Le village d'Ainhoa, en Labourd, à la frontière du Baztan, dépendait anciennement des seigneurs de ce nom avant d'être annexé au XIIIe siècle à la couronne anglaise. Le croissant, le cimeterre et la croix de saint André évoquent la participation des Ainhoars à la victoire de Baeza, le 30 novembre 1227, jour de la Saint-André, sur les troupes musulmanes. |

Famille Aizarnatea (Guipuscoa) :
| Blason | Blasonnement : De gueules à une fasce haussée d'or chargée de trois fleurs de lys d'azur, à la bande d'argent accompagnée en chef d'une croix fleurdelisée d'or et en pointe d'un château du même. Commentaires : famille de Cestona (Zestoa) au nord d'Azpeitia. Esteban de Aizarnatea se trouvait à la bataille de Las Navas de Tolosa en 1212. Domingo de Aizarnatea, au service du roi Henri IV, participa à la prise de la forteresse de Estepona, en 1457. Preuves de noblesse à Cestona en 1726 et 1754. |

Famille Aiz Arnazabal (Guipuscoa) :
| Blason | Blasonnement : D'azur à l'archange saint Michel de carnation, vêtu de sinople, ailé d'argent, tenant de la main gauche une balance d'or, et brandissant de la droite une épée levée du même, terrassant un démon de gueules posé en fasce à ses pieds, dans une nuée d'argent. Commentaires : village uni à Zumaia en 1388, commune indépendante depuis 1861. Dans cette localité se trouve la maison seigneuriale Etxabe. |

Famille Aizea (Navarre) :
| Blason | Blasonnement : D'or à la croix de gueules ; parti d'azur à trois fasces d'or, le parti enté en pointe d'argent à trois chaudrons de sable 1 et 2. À la bordure générale de sinople. Commentaires : famille parmi les plus anciennes mentionnées au royaume de Navarre. |

Famille Aizeburu (Basse-Navarre) :
| Blason | Blasonnement : D'argent au chaudron de gueules entre deux fasces d'or ; à la bordure engrêlée de gueules. Ce sont des Armes à enquerre |

Famille Aizpiri (Guipuscoa) :
| Blason | Blasonnement : D'or à l'arbre de sinople et deux sangliers arrêtés et affrontés de sable brochants au pied de l'arbre : à la bordure de gueules chargée de huit flanchis d'or et huit étoiles du même, alternées. Commentaires : ancienne maison noble, près d'Eibar. Preuves de noblesse en I662. |

Famille Aizpuru (Guipuscoa) :
| Blason | Blasonnement : D'or à l'arbre de sinople, au sanglier passant de sable brochant au pied de l'arbre ; à la bordure de gueules chargée de huit flanchis d'or. La maison de Zumarraga porte : d'or à l'arbre de sinople, au sanglier de sable brochant sur le tronc. Commentaires : maison noble d'Azpeitia et de Zumarraga. Preuves de noblesse en 1645. Martin de Aizpuru et Martin Martinez de Aizpuru, de Zumarraga, sont cités en 1383. |

### Ak
Famille Akoegi (Guipuscoa) :
| Blason | Blasonnement : Échiqueté d'or et de gueules, et trois lionceaux rampants d'argent brochants 2 et 1. Commentaires : maison noble d'Ataun, au sud de Beasain. Preuves de noblesse en 1670. |

Famille Akorda (Biscaye) :
| Blason | Blasonnement : Écartelé, aux 1 et 4 d'argent à cinq feuilles de peuplier de gueules, 2, 1 et 2; aux 2 et 3 d'or à sept étoiles d'azur posées en deux pals, 3 et 3, et une en pointe. Commentaires : maison noble à Kanala, commune de Sukarrieta (Pedernales), au sud de Bermeo. |

Famille Akosta (Alava) :
| Blason | Blasonnement : D'azur à huit châteaux d'argent posés en sautoir, et une bordure d'or chargée de huit feuilles de peuplier de gueules. Commentaires : famille originaire des montagnes de Burgos, établie en Alava et de Zigoitia, près de Deba. |

Famille Aktura (Guipuscoa) :
| Blason | Blasonnement : D'argent à l'arbre arraché de sinople, et deux lions affrontés au naturel, appuyés contre le tronc, accompagné en chef de trois étoiles d'azur. À la bordure cousue d'or chargée de huit châteaux de gueules, ouverts d'argent. Commentaires : famille issue de la maison noble de Arroaga, à Arrasate (Mondragon). Pierre Actura était habitant de cette ville en 1461. |

Famille Akulodi (Guipuscoa) :
| Blason | Blasonnement : Parti, au 1 de gueules au château d'or maçonné de sable, ouvert d'azur; au 2 d'or à trois fasces de sable. À la bordure générale échiquetée d'azur et d'argent de deux tires. Commentaires : maison noble de Tolosa. Preuves de noblesse dans cette ville en 1720. |

Famille Akutain (Irun) :
| Blason | Blasonnement : Écartelé, aux 1 et 4 d'or au sanglier passant de sable ; au 2 de gueules à l'arbre de sinople, accosté de deux feuilles de peuplier d'or ; au 3 d'argent au loup passant de sable. Commentaires : maison noble à Idiazabal. Famille établie à Irun. |

Famille Akuza (Biscaye) :
| Blason | Blasonnement : Écartelé, aux 1 et 4 d'azur à la montagne d'argent, surmontée d'une étoile d'or; aux 2 et 3 d'or à cinq feuilles de peuplier de gueules, 2, I et 2. Commentaires : maison noble à Apata-monasterio, près de Durango. |